# Cá thòi lòi Đại Tây Dương
Cá thòi lòi Đại Tây Dương (danh pháp khoa học: Periophthalmus barbarus) là một loài cá thuộc họ cá Oxudercidae, phổ biến tại các bờ biển Đại Tây Dương thuộc châu Phi từ Senegal đến Angola, bao gồm cả đa số các đảo xa bờ như Bioko, São Tomé và đảo Príncipe. Loài này cũng có ở Guam.